# Trickster Rocks
Die Trickster Rocks (von englisch trickster ‚Gauner, Schwindler, Betrüger‘) sind eine Gruppe aus mehreren kleinen Klippenfelsen vor der Graham-Küste des Grahamlands auf der Antarktischen Halbinsel. Sie liegen 1,5 km nordwestlich der Chavez-Insel.
Die Hunting Aerosurveys Ltd. erstellte zwischen 1957 und 1958 erste Luftaufnahmen der Gruppe. Das UK Antarctic Place-Names Committee benannte sie 1959. Namensgebend war der Umstand, dass Wissenschaftler des Falkland Islands Dependencies Survey sie 1957 irrtümlich für Eisberge gehalten hatten.